# بلبیمبره
بلبیمبره (به اسپانیایی: Belbimbre) یک شهرستان در اسپانیا است.